# Kemah, Texas
Kemah là một thành phố thuộc quận Galveston, tiểu bang Texas, Hoa Kỳ. Năm 2010, dân số của xã này là 1773 người.

## Dân số
- Dân số năm 2000: 2330 người.
- Dân số năm 2010: 1773 người.